# Chance the Rapper
Ча́нселор Джонатан Бе́ннетт (англ. Chancellor Johnathan Bennett) — известный в профессиональном плане как Chance the Rapper, американский рэпер, певец, автор песен и музыкальный продюсер. Родившийся и выросший в Чикаго, Чанселор выпустил свой дебютный микстейп 10 Day в 2012 году. Он получил признание мейнстрима в 2013 году после выхода своего второго микстейпа Acid Rap. Его третий микстейп, Coloring Book (2016), был выпущен с дальнейшим одобрением критиков и коммерческим успехом, достигнув восьмого места в Billboard 200. Микстейп также получил премию "Грэмми" за лучший рэп-альбом, а песня с альбома "No Problem" (с участием 2 Chainz и Lil Wayne) получила награду за лучшее рэп-исполнение; это стал первый стриминговый альбом, получивший премию "Грэмми". Сам Чанселор в тот же вечер был признан лучшим новым артистом. Его дебютный студийный альбом The Big Day, вышедший в 2019 году, имел неизменный коммерческий успех и умеренный прием критиков.

## Юность
Чанселор вырос в благоустроенном районе и благополучной семье, а учился в одной из лучших частных высших школ США. 
Чанселор вырос в благоустроенном районе Западного Чатема, находящегося в южной части Чикаго. Отец Чанселора, Кен Уильямс-Беннетт, являлся помощником бывшего мэра Чикаго Гарольда Вашингтона, а также работал с экс-сенатором Чикаго, впоследствии избранным 44-м президентом Соединённых Штатов Америки Бараком Обамой. Уильямс-Беннетт, который в данный момент занимает должность заместителя главы администрации мэра Эмануэля Рама, надеется, что однажды его сын пойдет по стопам отца.
Беннетт учился в одной из лучших частных высших школ Соединённых Штатов — William Jones College Preparatory High School. В первые годы пребывания в школе, Чанселор вместе с другом образовал хип-хоп дуэт Instrumentality («Инструменталити»). Множество ранних выступлений Беннетта проходили на творческой платформе YOUMedia. YOUMedia — это инновационное цифровое обучающее пространство для молодежи, целью которого является объединение в одном динамичном пространстве творческой молодежи Чикаго.
В одном из своих интервью, Чанселор сообщил, что первый хип-хоп альбом, который он купил и прослушал, был The College Dropout — дебютный студийный альбом Канье Уэста.

## Музыкальная карьера

### 2011 — 2013: Начало,10 DayиAcid Rap
Во время учебы в William Jones College Preparatory High School, некоторые из учителей высмеивали стремление Чанселора стать музыкантом. В начале 2011, во время временного 10-дневного отстранения от учебы вследствие хранения марихуаны, Беннетт записывает свой первый полноценный проект — микстейп 10 Day (также известный как #10Day). Зимой того же года он выпускает песню Windows.
В феврале 2012 журнал Complex поместил Беннетта в список «10 новичков из Чикаго, за которыми стоит последить» (англ. 10 New Chicago Rappers to Watch Out For). 3 апреля Чанселор опубликовал дебютный микстейп, который был скачан около 500'000 раз на бесплатной платформе по скачиванию микстейпов DatPiff. Сборник был весьма положительно принят, что помогло Беннетту наладить связь с такими продюсерами, как Чак Инглиш (Chuck Inglish), Кенни Джеймс (Kenny Jame$) и Блендид Бейбиз (Blended Babies). Микстейп привлёк внимание американского финансово-экономического журнала Forbes, который затронул сборник в колонке Cheap Tunes («Недорогие Звукозаписи»). Летом Чанселор появился с гостевым куплетом на шестом микстейпе американского хип-хоп исполнителя Чайлдиш Гамбино Royalty на треке They Don't Like Me. Вдобавок Гамбино попросил Беннетта принять участие в его концертном туре по Северной Америке в роли «открывателя шоу».
30 апреля 2013 Беннетт обнародовал свой второй микстейп под названием Acid Rap. По состоянию на 2016 год, на сайте DatPiff сборник был скачан более 1,5 миллиона раз. Микстейп включает гостевые куплеты от таких исполнителей, как Твиста, Эб-Соул, Чайлдиш Гамбино и многих других. Acid Rap получил огромное число похвальных рецензий со стороны музыкальных критиков. Так, по данным сайта Metacritic, который собирает отзывы со многих известных изданий и выводит итоговую оценку, микстейп был оценен в 86 баллов из 100. Также, на ежегодном вручении наград BET Hip Hop Awards, микстейп был номинирован на звание Best Mixtape at the 2013 («Лучшего микстейпа 2013 года»). Летом Беннетт вместе с другими артистами, вроде Мака Миллера (Mac Miller), Фаррелла Уильямса (Pharrell Williams) и Скулбой Кью (Schoolboy Q) принял участие в рекламном ролике MySpace. В начале июля Acid Rap дебютировал под 63 номером в хит-параде Billboard Top R&B/Hip-Hop Albums. В августе, в Чикаго, Чанселор выступил на ежегодном музыкальном фестивале Lollapalooza («Лаллапалуза»). Acid Rap был включен во множество рейтингов лучших альбомов 2013, включая списки от Rolling Stone (26 место), Pitchfork (12 место) и Complex (4 место). В конце октября Беннетт отправился в сольный концертный тур Social Experiment Tour, который продолжался до конца декабря. Среди прочего, он посодействовал в работе над вторым студийным альбомом Чайлдиша Гамбино Because the Internet.

### 2014 — настоящее время: Признание иColoring Book
Весной 2014 Беннетт появился в ролике американской марки одежды Dockers, в котором рассказал о своём стиле, любви к творению музыки, а также о жизни в Лос-Анджелесе. Позже музыкальный журнал XXL включил исполнителя в список самых примечательных хип-хоп новичков года, поставив его в один ряд с Исайя Рашадом (Isaiah Rashad), Тайроном Гриффином (Ty Dolla $ign), Виком Менсой (Vic Mensa), Рич Хоуми Куаном (Rich Homie Quan) и многими другими. Осенью Чанселор принял участие в Verge Campus tour («туре Вадж Кампус»). В ноябре, в Чикаго, Баннетт, из рук мэра города Эмануэля Рама, получил награду «Выдающаяся молодежь года» (англ. Outstanding Youth of the Year Award).
Зимой 2015 Беннетт вошёл в список Forbes «Самые яркие музыканты моложе 30 лет». Весной того же года Чанселор опубликовал короткометражный фильм под названием Mr. Happy. Картина повествует о молодом человеке по имени Виктор, который страдает от сильной депрессии и пытается покончить жизнь самоубийством. После нескольких неудачных попыток покончить с собой, Виктор находит некого Mr. Happy. 30 апреля Чанселор прочитал лекцию в Университете Гарварда. Летом, в июне, он вместе с Кендриком Ламаром выступил в качестве специального гостя на концерте группы Earth, Wind & Fire. 19 июля Беннетт анонсировал совместный микстейп с хип-хоп исполнителем Лил Би (Lil B). Впоследствии альбом был обнародован 5 августа под названием Free Based Freestyles Mixtape; сборник получил высокие оценки музыкальных критиков. 27 октября Чанселор выступил с премьерой новой песни Angels на The Late Show with Stephen Colbert, а 12 декабря представил слушателям трек Somewhere in Paradise на вечерней музыкально-юмористической передаче Saturday Night Live.

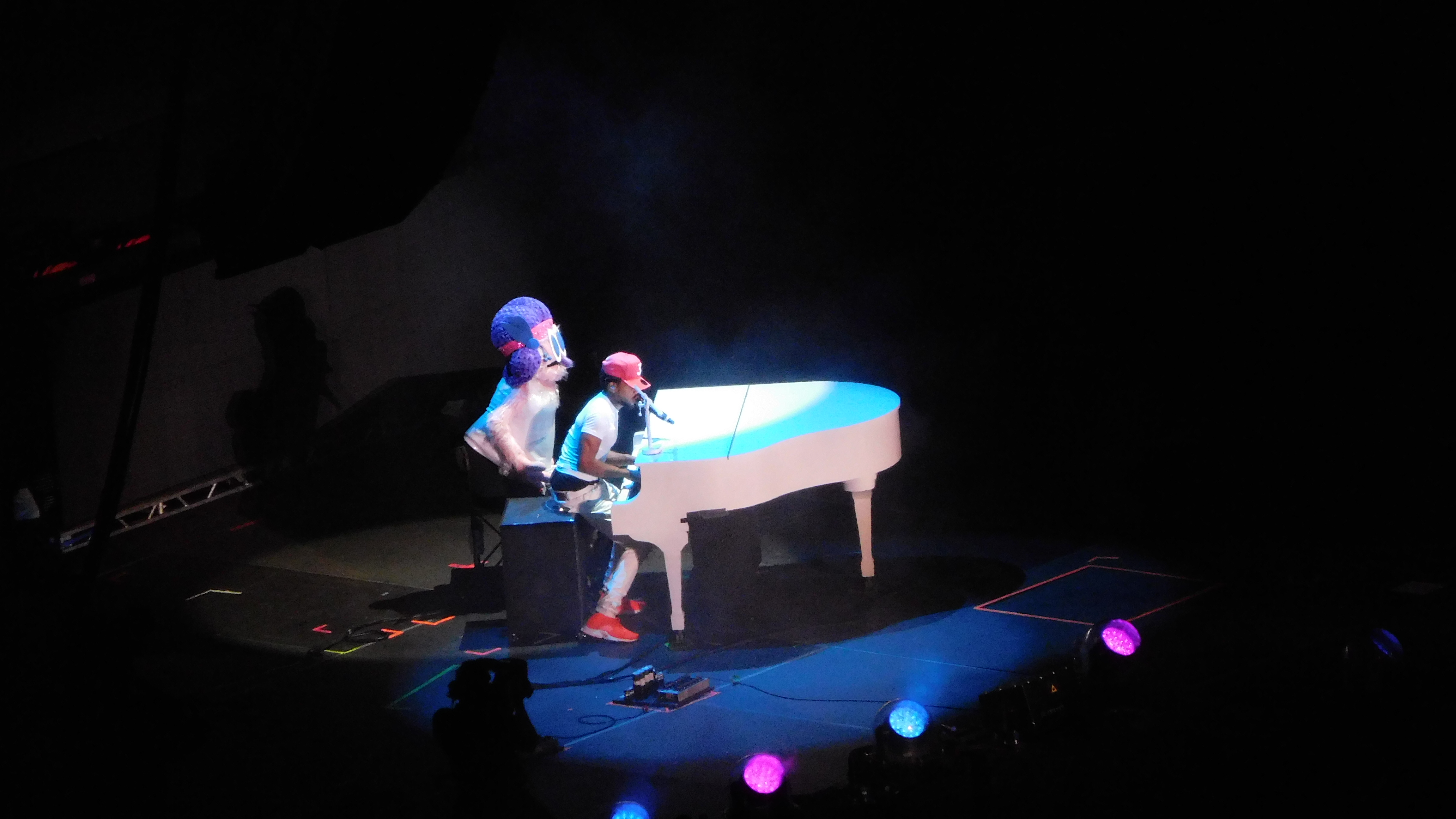
Выступление Чанса осенью 2016

В начале 2016 Чанселор выступил в качестве соавтора, а также гостя на седьмом студийном альбоме Канье Уэста The Life of Pablo. Согласно Канье, выход альбома задерживался из-за того, что Чанселор настаивал на том, чтобы песня Waves присутствовала на альбоме. Помимо всего прочего, Беннетт появился с гостевым куплетом на треке Need To Know хип-хоп дуэта Маклемор и Райана Льюиса, а также на ремиксе Skrillex Show Me Love. Весной музыкант, наряду с Алишей Киз (Alicia Keys), Бастой Раймс (Busta Rhymes), Жанель Монэ (Janelle Monáe) и Джей Коулом (J. Cole) посетил резиденцию президента США Барака Обамы. 12 мая Чанс представил третий микстейп — Coloring Book, который вышел как временный эксклюзив для Apple Music. В первую неделю альбом был прослушан более 57 миллионов раз, а также был продан в 38'000 цифровых копий; микстейп дебютировал под 8 номером в хит-параде Billboard 200. Coloring Book удостоился высочайших рецензий музыкальных экспертов: сайт-агрегатор Metacritic выставил оценку микстейпу в 90 баллов из 100. В августе Беннетт написал сингл We the People специально для коммерческого ролика Nike «Вместе без границ» (англ. Unlimited Together). В середине сентября, начиная с Сан-Диего, Чанселор отправился в сольный гастрольный тур Magnificent Coloring World Tour. В конце 2016 журнал Time опубликовал список The Top 10 Best Songs («10 лучших песен 2016 года»), на 4 место которого поместился трек No Problem с последнего микстейпа Беннетта Coloring Book. Вдобавок, в Твиттере, телевизионное шоу Saturday Night Live объявило, что Чанселор выступит на заключительном выпуске года. 5 декабря журнал Complex поставил Coloring Book на 2 место в списке 50 Best Albums of 2016 («50 лучших альбомов 2016 года»), в то время как сайт Pitchfork в аналогичном рейтинге поставил альбом на 6 место. 22 декабря Чанс вместе с Jeremih выпустил рождественский мини-амльбом под названием Merry Christmas Lil' Mama.
На 59-й церемонии вручения музыкальных наград «Грэмми», которая прошла 12 февраля 2017, Беннетт был номинирован в 4 категориях: Best New Artist («Новичок года»), Best Rap Album («Рэп-альбом года») [Coloring Book], Best Rap Song («Рэп-песня года») и Best Rap Performance («Лучшее рэп-исполнение»). Две последних номинации пришлись на трек No Problem, который был записан совместно с Лил Уэйном (Lil Wayne) и 2 Чейнз (2 Chainz). Вдобавок Чанс поучаствовал в треке Канье Уэста Ultralight Beam, который также был номинирован на «Лучшую рэп-песню» и «Лучшее рэп-исполнение». В итоге он победил в номинациях «Лучший рэп-альбом», «Новичок года» и «Лучшее рэп-исполнение».
В конце апреля Чанселор стал одним из гостей на сингле DJ Khaled «I'm the One». Также в треке присутствуют Justin Bieber, Quavo и Lil Wayne.
Артист является независимым исполнителем, не выступающим под эгидой ни одного лейбла. В интервью Джордану Пилу, он сообщил: «Один из моих самых страшных кошмаров на Coloring Book заключается в принадлежности к какому-либо лейблу. Я ненавижу лейблы».

## Музыкальный стиль
В интервью музыкальным журналам XXL и Complex Чанселор заявил, что наибольшее влияние на его творчество оказали хип-хоп исполнители Kanye West, MC Hammer, Lupe Fiasco, Common, Lil Wayne, Esham, Eminem, хип-хоп коллективы Souls of Mischief и Freestyle Fellowship, а также певцы James Brown и Prince. Однако наибольшее влияние на Беннетта оказал американский музыкант Kirk Franklin.
Чанс — христианин. Часто в своих песнях он упоминает Иисуса Христа. В одном из интервью он произнёс: «Я никогда не старался делать релиз, прослушав который, люди поняли, что это христианский альбом. Я не создаю христианский рэп, однако я являюсь христианином. Когда я выходил и пытался воздать славу Богу, я боялся, что люди пренебрежительно посмотрят на это, вскрикнув, мол, „Это христианский рэп. Я даже не собираюсь слушать это“. Однако всё сложилось иначе: люди приняли это со словами „Я — атеист, но мне нравится Coloring Book“».

## Личная жизнь
В июле 2015 Чанселор сообщил, что он вместе со своей девушкой Кирстен ожидает первого ребенка. 20 сентябре 2015 года Чанселор впервые стал отцом. Позже, в интервью ток-шоу HOT97 Беннетт сообщил, что дочь зовут Кинсли. 29 августа 2019 года у Чанселора и Кирстен родилась вторая дочь, которую назвали Марли Грейс.

## Дискография

### Студийные альбомы
| Название    | Дата выхода       |
| ----------- | ----------------- |
| The Big Day | 26 июля 2019 года |

### Микстейпы
| Название                                            | Дата выхода         |
| --------------------------------------------------- | ------------------- |
| 10 Day                                              | 3 апреля 2012 года  |
| Acid Rap                                            | 30 апреля 2013 года |
| Free (Based Freestyles Mixtape) (совместно с Lil B) | 5 августа 2015 года |
| Coloring Book                                       | 13 мая 2016 года    |